# Уиллоу Розенберг
Уиллоу Розенберг (англ. Willow Rosenberg) — вымышленный персонаж, героиня фильма и сериала «Баффи — истребительница вампиров», созданного Джоссом Уидоном. В сериале (с 1997 по 2003) Уиллоу играла актриса Элисон Ханниган.

## Биография
Уиллоу Розенберг родилась в 1982 году в Саннидэйле, в семье Айры и Шейлы Розенбергов. С самого детства Уиллоу дружила с Ксандером Харрисом, но на этом круг её друзей обрывался. Будучи скромной, но в то же время очень способной девочкой, Уиллоу всегда считалась в школе занудой и неудачницей (отчасти эти ярлыки приклеились к ней из-за дружбы с Ксандером). Родители редко интересовались жизнью своей дочери — их вполне устраивало её поведение и хорошие оценки в школе.
Всё изменилось в 1997 году с появлением в городе Баффи Саммерс. После знакомства с ней Уиллоу с удивлением открыла для себя новый мир, населённый вампирами и демонами, ведьмами и магией. Уиллоу стала лучшей подругой Истребительницы вампиров, а спустя некоторое время превратилась в её незаменимую помощницу. Много времени она проводила и в школьной библиотеке, где находились очень редкие книги из коллекции Руперта Джайлза, мало имеющие отношения к обычной учёбе. Девушка очень заинтересовалась магией и начала изучать её. Упорство и трудолюбие позволили Уиллоу стать неплохой колдуньей, постепенно совершенствующей своё мастерство.
Вскоре Уиллоу понимает, что с Ксандером её связывают лишь дружеские отношения, и поэтому начинает проявлять интерес к гитаристу местной рок-группы Озу. Уиллоу влюбляется в него, радуясь, что её чувства наконец-то нашли взаимность. Её даже не смущает тот факт, что Оз — оборотень. Внезапная смерть учительницы информатики Дженни от рук вампира Ангела становится трагедией для Уиллоу, но девушка находит в себе силы некоторое время заменять Дженни на уроках информатики. В отличие от остальных друзей Истребительницы, желающих смерти Ангела, Уиллоу старается действовать в интересах самой Баффи. Именно поэтому она решается исполнить древний и сложный ритуал по возвращению Ангелу его души. Несмотря на трагический финал, эта история раскрывает потенциал Уиллоу в качестве будущей колдуньи.
Внезапное исчезновение на несколько месяцев испытывает на прочность дружбу Баффи со всеми друзьями, в том числе и с Уиллоу. Но всё заканчивается благополучно, а вскоре в Уиллоу вновь просыпаются чувства по отношению к Ксандеру, но на этот раз он отвечает на них взаимностью. Результаты их тайного романа плачевны — Ксандера бросает Корделия, в то время как Уиллоу понимает, насколько ценны для неё отношения с Озом. И эти отношения ей всё же удаётся спасти. Молодая колдунья продолжает практиковаться в магии. Её главным фокусом становятся парящие в воздухе карандаши. По окончании школы Уиллоу получает приглашения во многие престижные колледжи, но решает остаться в Саннидэйле, чтобы не бросать Баффи в одиночестве и помогать ей сражаться против сил зла.
Поступление в Университет Саннидэйла вместе с лучшей подругой наделяет Уиллоу оптимизмом относительно её будущего, однако, совсем скоро молодой колдунье предстоят сильнейшие переживания из-за внезапного отъезда Оза, который неосознанно подверг опасности жизнь Уиллоу, находясь в облике волка, и поспешил уехать из города в надежде обуздать зверя внутри себя. Вскоре Уиллоу знакомится со студенткой Тарой Маклэй — девушкой, которая подобно ей изучает и занимается волшебством. Совместные занятия магией постепенно перерастают в более глубокие чувства между девушками. С возвращением Оза Уиллоу приходится сделать нелёгкий выбор, и она выбирает Тару.
Со временем магическая сила Уиллоу продолжает возрастать, равно как продолжают развиваться её отношения с Тарой. После того как демоническая богиня Глори забирает энергию мозга Тары, оставляя девушку в невменяемом состоянии, Уиллоу впервые поддаётся силе своего гнева. При помощи магии ей удаётся нанести некоторый ущерб могущественной богине, а затем и восстановить здоровье своей любимой.
После самопожертвования Баффи ради спасения мира Уиллоу становится инициатором её воскрешения. Молодая колдунья подозревает, что в результате смерти из-за магических обстоятельств душа её лучшей подруги может быть заперта в одном из демонических измерений и испытывать в нём вечные страдания. Именно благодаря Уиллоу и её магии Истребительница возвращается в мир живых. С ужасом узнав, что на самом деле она вырвала свою подругу из Рая, Уиллоу создаёт очередное заклятье, призванное стереть из памяти Баффи все тягостные воспоминания. Когда её действия подвергают опасности не только Истребительницу, но и всех её друзей, между Тарой и Уиллоу происходит разрыв — Тара неоднократно замечает зависимость своей подруги от магии и неспособность от неё отказаться. Когда её пристрастия чуть не убивают младшую сестру Баффи — Дон, Уиллоу осознаёт свою ошибку и начинает работать над её исправлением. Это позволяет ей вновь сблизиться с Тарой, однако, воссоединение девушек длится недолго — Тара погибает от пули, выпущенной из пистолета злодея-неудачника Уоррена. Это событие, вкупе с отказом потусторонних сил воскресить её возлюбленную, превращает Уиллоу в разъярённую могущественную ведьму, главным смыслом жизни которой теперь становится отмщение всем, причастным к гибели Тары. Но убийство Уоррена не приносит Уиллоу удовлетворения и она решает уничтожить весь мир, чтобы навсегда избавиться от горечи утраты. Но частица истинной магии, полученная от Джайлза, и дружеская любовь Ксандера помогают молодой колдунье прийти в себя.
Следующее лето Уиллоу проводит вместе с Джайлзом в Англии, обучаясь у других волшебниц искусству управлять своей магией. Однако зловещие видения заставляют Уиллоу возвратиться в Саннидэйл в преддверии знаменательных событий. Она по-прежнему ограничивает себя в использовании магии, опасаясь снова потерять над собой контроль. Когда у неё начинают складываться романтические отношения с потенциальной Истребительницей Кеннеди, Уиллоу обвиняет себя в том, что начала забывать о Таре. Но Кеннеди удаётся объяснить своей новой подруге естественность её переживаний. После появления загадочного оружия, хранящего в себе силу Истребительниц вампиров, Уиллоу соглашается с рискованным планом Баффи и создаёт могущественное заклятье, которое прерывает давнюю традицию и превращает в Истребительниц всех девушек-кандидаток. Для молодой колдуньи это становится очередным прорывом во владении магией, поскольку теперь Уиллоу в состоянии ощущать и находить Истребительниц по всему миру.